# Amurská deska

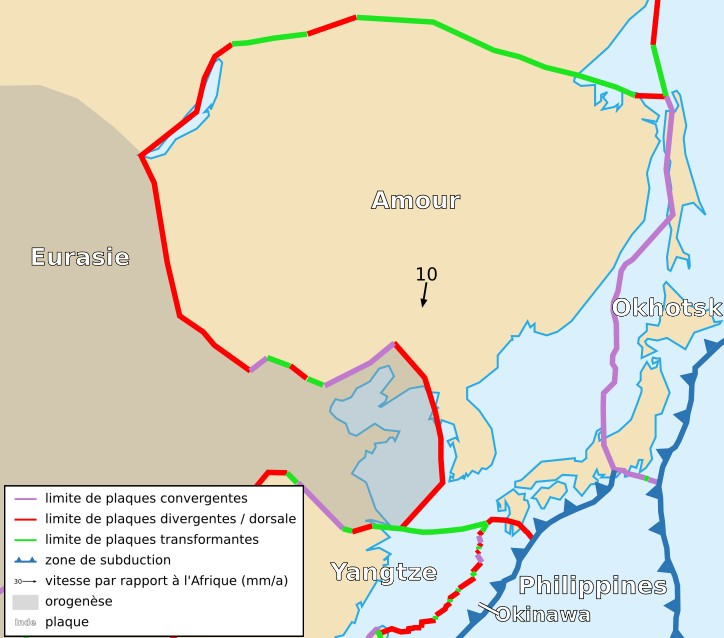
Mapa s polohou desky (popisky ve francouzštině)

Amurská deska je předpokládaná tektonická deska, o které zatím není jasné, zda není součástí Eurasijské desky.
Pokrývala by oblast Mandžuska, Korejského poloostrova, západního Japonsko a ruského Přímořského kraje. Je pojmenována po řece Amur, která v oblasti tvoří hranici mezi ruským Dálným východem a severovýchodní Čínou.
Je možné, že se podílela na zemětřesení v Tchang-šanu v roce 1976.